# Goyokin
Goyokin (御用金 Goyōkin?, „Aurul Shogunului”) este un film jidaigeki din 1969 regizat de Hideo Gosha⁠(d). Are loc în Perioada Edo târzie, când un rōnin izolat încearcă să-și ispășească greșelile trecute și dorește să pună capăt unui masacru în desfășurare.

## Rezumat
Magobei Wakizaka este un samurai al clanului Sabai. O insulă din apropiere, Sado, se mândrește cu o mină de aur bogată, care aduce bogății din belșug clanului Tokugawa. Când una dintre navele cu aur se scufundă, pescarii locali recuperează o parte din aur, intenționând să-l returneze clanului Tokugawa. Cu toate acestea, stăpânul clanului lui Magobei, Rokugo Tatewaki, ia aurul și ucide pescarii, astfel încât să nu poată dea de știre despre aurul furat. Magobei este îngrozit. El promite că nu îl va raporta pe Rokugo Shogunatului în schimbul promisiunii lui Rokugo de a nu mai face asta niciodată.
Cu toate acestea, trei ani mai târziu, asasinii trimiși de servitorul lui Rokugo, Kunai, vin după Magobei, care locuiește în Edo. Își dă seama că Rokugo intenționează să fure mai mult aur și să sacrifice mai mulți nevinovați. Așa că Magobei se întoarce la clanul Sabai pentru a-și înfrunta fostul stăpân. Rokugo angajează un alt ronin, Samon Fujimaki, pentru a-l ucide pe Magobei, dar Magobei câștigă lupta în cele din urmă. Între timp, Magobei întâlnește o tânără, Oriha, care a supraviețuit măcelului inițial. Ea și fratele ei, Rokuzo, i se alătură în drum spre Sabai.
La Sabai ei află că Rokugo intenționează să mute locului un foc de tabără, care servește ca avertisment de stânci periculoase pentru navele care trec prin zonă, astfel încât o navă cu aur să se lovească de stânci și să se scufunde. După ce a recuperat aurul, Rokugo intenționează să măcelărească țăranii care l-au ajutat. Eforturile combinate ale lui Magobei, Samon, Oriha și Rokuzo au ca rezultat aprinderea corectă a focului, stingerea focului fals și salvarea vieților țăranilor nevinovați. Astfel nava cu aur scapă de stânci. Într-o confruntare finală, în mijlocul ninsorii, Magobei îl ucide pe Rokugo, dar este rănit de unul dintre cuțitele aruncate de Rokugo.

## Distribuție
- Tatsuya Nakadai - Magobei Wakizaka
- Kinnosuke Nakamura - Samon Fujimaki
- Tetsurō Tamba - Rokugo Tatewaki, prietenul din copilărie al lui Magobei, cumnat și stăpânul clanului
- Yoko Tsukasa - Shino, sora lui Rokugo și soția lui Magobei
- Ruriko Asaoka - Oriha
- Isao Natsuyagi - Kunai
- Ben Hiura - Rokuzo
- Kunie Tanaka - Hirosuke
- Susumu Kurobe - Omura Sobei
- Kō Nishimura - Ryu Ichigaku
- Hisashi Igawa - Takeuchi
- Eijirō Tōno - a Chief retainer

## Producție
Goyokin a fost prima producție japoneză filmată în Panavision. Inițial, Toshiro Mifune a fost distribuit în rolul lui Kinnosuke Nakamura, dar a fost înlocuit după câteva săptămâni de filmări de Tatsuya Nakadai.

## Lansare
Goyokin a fost lansat limitat în cinematografele din Japonia la 1 mai 1969, unde a fost distribuit de Toho. Filmul a avut o lansare generală în Japonia la 17 mai 1969.
Filmul a fost lansat în Statele Unite de către Toho International cu subtitrare în limba engleză în septembrie 1969. În septembrie 1974 a apărut în Statele Unite o versiune editată dublată în limba engleză și cu o durată de 85 de minute sub titlul The Steel Edge of Revenge.

## Recepție
Goyokin a câștigat Premiile cinematografice Mainichi pentru cea mai bună imagine și cea mai bună regie artistică (Motoji Kojima).